# جيفري لين
جيفري لين (بالإنجليزية: Jeffrey Lynn)‏ (و. 1909 – 1995 م) هو مدرس، وممثل مسرحي، وممثل أفلام، وممثل تلفزي أمريكي، ويحمل رتبة عسكرية نقيب، توفي في بربانك، كاليفورنيا، عن عمر يناهز 86 عاماً.

## جوائز
حصل على جوائز منها:

ميدالية النجمة البرونزية

## وصلات خارجية
- جيفري لين على موقع IMDb (الإنجليزية)
- جيفري لين على موقع أول موفي (الإنجليزية)
- جيفري لين على موقع قاعدة بيانات برودواي على الإنترنت (الإنجليزية)
- جيفري لين على موقع قاعدة بيانات الأفلام السويدية (السويدية)
- جيفري لين على موقع إن إن دي بي (الإنجليزية)
- جيفري لين على موقع قاعدة بيانات الفيلم (الإنجليزية)